# ポンポラ
ポンポラとは、竹、木、土でできた（金属、紙、プラスチック製の物を除く）筒状の物体、あるいは容器の中が詰まっておらず、空洞になっている状態をいう。

## 概要
物体として用いられる場合は、液体や気体を伝導するのに適した容器であることから、水道管、煙突として利用される。例えば、庭園の池、蹲の水回りにおいて竹の節を抜いたり、木のしんをくりぬいた樋（とい）を地上あるいは地下に設けて水を引く装置を筧（かけひ）として使うが、これをポンポラという。また、ガス、灯油、薪などを燃やしその熱で木炭を製造したり、陶磁器を焼いたり、あるいは五右衛門風呂を沸かしたり、湿った物を乾燥させる場合に、排煙のために釜の上に土管などを縦に積み重ねて煙突として利用するが、これもポンポラという。
空洞状態を指す場合は、単にパイプ状の物（材料を問わない）の中が中空になって中身がない状態を指して用いられる。用法として「ポンポラが詰まって水（煙）が出ない」「ポンポラが細い」「中がポンポラになっている」「あの人の頭の中はポンポラである」など。
ポンポラという言葉は死語になりつつあるが、唯一現代にも「ポンポラ飯」という言葉で生きている。「ポンポラ飯」はアウトドアライフにおいて、ご飯を炊くのに飯盒を用いず、近くに生えている孟宗竹など太い竹の一節を切り出し、中に研いだ米と水を入れ、焚き火に入れて炊きあげるご飯のことである。